# ميخائيل أوسبورن
ميخائيل أوسبورن (بالإنجليزية: Michael Osborne)‏ هو ممثل بريطاني، ولد في 13 نوفمبر 1947 في لندن في المملكة المتحدة.

## وصلات خارجية
- ميخائيل أوسبورن على موقع IMDb (الإنجليزية)